# 高泉站
高泉站是位于新疆维吾尔自治区乌苏市高泉镇的一个铁路车站，邮政编码833011。车站成立于2003年6月15日，位于兰新线2188公里197米，主要担负着会让车业务，不办理客货运业务，车站及其上下行区间均为电气化区段。车站距离乌鲁木齐站307公里，隶属乌鲁木齐铁路局，是五等站。由于乌精二线修双线，于2009年9月7日正式关闭。